# SS-Gutsbezirk Truppenübungsplatz Heidelager
SS-Gutsbezirk Truppenübungsplatz Heidelager (pol. Okręg Dóbr Ziemskich SS – Poligon Puszczański) – dawna jednostka administracyjna (na równi z gminą wiejską) funkcjonująca na obszarze Landkreis Debica (dystrykt krakowski, Generalne Gubernatorstwo) w latach 1940–1944 pod okupacją niemiecką w Polsce. Siedzibą obszaru był Pustków.
Jednostka powstała dla potrzeb administracji hitlerowskiego obozu pracy Pustków (działającego od jesieni 1941) i poligonu wojskowego (działającego od 1 października 1940). Poligon wielokrotnie zmieniał nazwę. W fazie planowania (1939–40) nazywał się „Ostpolen”, w fazie budowy (czerwiec 1940-marzec 1943) – SS „Dębica”, a od 15 marca 1943 – SS „Heidelager”.
SS-Gutsbezirk Truppenübungsplatz Heidelager powstał z części 8 gmin (w tym  2 zniesionych), obejmujących w całości lub częściowo 38 wsi:
- gmina Borek Wielki – wsie Boreczek, Borek Mały, Borek Wielki, Kamionka, Kozodrza, Ocieka, Ostrów, Ruda i Zdżary;
- gmina Kolbuszowa Dolna (zniesiona) – wsie Hucisko, Kolbuszowa Dolna, Kosowy, Niwiska, Nowa Wieś, Przyłęk, Siedlanka i Świerczów;
- gmina Kolbuszowa Górna (zniesiona) – wsie Domatków, Kolbuszowa Górna i Przedbórz;
- gmina Mielec – wsie Cyranka i Rzochów;
- gmina Paszczyna – wsie Brzeźnica, Paszczyna, Pustków i Skrzyszów;
- gmina Przecław – wsie Biały Bór, Blizna, Dobrynin, Rzemień i Tuszyma;
- gmina Reichsheim (Hyki Kolonia) – wieś Trześń;
- gmina Sędziszów – wsie Cierpisz, Czarna, Kawęczyn, Krzywa, Wolica Ługowa i Wolica Piaskowa.

Wszystkie dotychczasowe wsie (lub ich części), które weszły w skład jednostki, zostały formalnie zniesione, a wiele z nich zostało zrównanych z ziemią.
Pod względem powierzchni była to trzecia (po gminie Górno i Heeresgutsbezirk Truppenübungsplatz Süd Dęba) jednostka w dystrykcie krakowskim. 1 marca 1943 liczyła 13669 mieszkańców.
Jednostkę zniesiono latem 1944, kiedy to teren został opuszczony przed zbliżającymi się wojskami radzieckimi.
22 sierpnia 1944, na mocy dekretu PKWN, podział administracyjny Polski został odtworzony według stanu z 1939.